# Autódromo General San Martín (Mendoza)
El Autódromo Parque General San Martín fue un circuito de carreras ubicado en el Parque General San Martín de la ciudad de Mendoza, Argentina. El autódromo se inauguró en 1953 y se remodeló en 1974. Ubicado a 1.090 metros sobre el nivel del mar, desde los boxes se observaba el Cerro de La Gloria y más abajo la ciudad de Mendoza.
En el circuito corrieron a lo largo de 23 años todas las categorías del automovilismo nacional, tales como el Turismo Carretera, el Turismo Competición 2000, el Turismo Nacional, el Club Argentino de Pilotos y la Fórmula 1 Mecánica Argentina. También albergó carreras de la Fórmula 2 Internacional durante la temporada veraniega de 1979, y posteriormente la Fórmula 2 Codasur, Fórmula 3 Sudamericana. También fue sede habitual de categorías cuyanas como la Fórmula Renault Cuyana, Stock Car Cuyano, Monomarca Chevrolet Corsa, Monomarca Gol Rosamonte y Copa Damas entre otras. El Circuito también se utilizó para carreras de ciclismo.
Hasta noviembre de 1997 el circuito fue utilizado, después el gobierno mendocino apostó a las otras dos sedes, en lugar de seguir invirtiendo en su mantenimiento: Las Paredes, en San Rafael; y el Jorge Ángel Pena, ubicado en San Martín, inaugurado en el año 1994 a 43 kilómetros de Mendoza Capital. Hoy, debido al abandono, el autódromo General San Martín ya perdió el asfalto y en su predio se ubicaron familias con viviendas precarias. El otro autodromo fue inaugurado en la capital mendocina cuyos circuitos fue inaugurado en el año 1974 y se dejó de usar en el año 2002 [N° 1 de 5.021 o 5.025 metros, el N° 2 4.270 o 4.296 metros con ampliación previa a la recta principal, el N° 3 3.816 o 3.600 metros y el N° 4 3.175 metros] mas un kartodromo dentro del circuito de aproximadamente 1.175 metros. Para un posible retorno el número 1 mediría 4.980 metros, el número 4 por el momento 2.970 metros de extensión los números 3 y 4 por el momento no hay extensión aproximada.